# 體育路 (嘉義市)
體育路（Tiyu Rd.）為嘉義市南北向的重要道路之一，西至南田路；北以垂楊路和彌陀路為界，銜接啟明路和公義路；南接興業東路。

## 沿經行政區域
- 東區

## 車道配置
（由西至東，由南至北）
- 南田路－嘉義市立體育場西側：雙向各一車道
- 嘉義市立體育場外環：雙向各一車道
- 嘉義市立體育場北側－彌陀路和垂楊路：雙向各二車道

## 沿途設施
（由西至東，由南至北）
- 嘉義市立兒童館 （页面存档备份，存于）（興業東路555號）
- 嘉義市立體育場（2號）
- 嘉義市立網球場（4號）
- 嘉義市立體育館（彌陀路381號）
- 霖園長青公園